# 若島津健
若島津健，台譯「袁凱利」，港譯「歐陽健威」、「若島津健威」，是著名足球漫畫「足球小將」的人物。曾效力球隊包括明和小學、東邦學園國中、日本少年隊、東邦學園高中、日本青年軍、日本橫濱飛翼、日本名古屋八鯨。動畫中，若島津的配音員先後有：日本的飛田展男（第一版）、中村大樹（Ｊ版少年時代）、關智一（Ｊ版青年時代）、伊藤健太郎（ROAD TO 2002）以及香港的黃健強 、蘇強文等。

## 基本資料
- 綽號：空手道守門員
- 國籍：日本
- 出生日：12月29日
- 星座：山羊座
- 身高：187cm
- 體重：74kg
- 血型：A型
- 球衣號碼：17（明和小學）、1
- 擔任位置：守門員、前鋒
- 擅長腳：右腳
- 所屬隊伍：名古屋八鯨
- 相關球員：日向小次郎、若林源三、新田瞬

## 形象設定
在作品中，若島津健是一位守門員。在漫畫初期，若島津與日向小次郎等以強敵及反派的形象與大空翼等主角隊伍對敵，後來大家同為國家少年軍隊伍出力，因此成為了同伴。
若島津一直視日本隊伍中最強的守門員若林源三為競爭對手，相較之下，若林是全能防守型的守門員，而若島津則基於強烈的進攻意識，與及優秀的盤球能力、彈跳力及射門能力，因而成為「進攻型」的門將。另外，若島津有著高大的身型，在日本隊中身高僅次於巨漢次藤洋。
若島津非常肯定自己的能力，憑藉其空手道的敏捷身手，他個人認為自己的實力不下於若林。因此他曾經不甘於當若林的後備而憤而離開日本隊。但是身為球員，他還是十分服從教練及其小學至高中時期的隊長日向。

## 故事發展
若島津出身於日本的明和市，家族為空手道世家，稱為「若堂流空手道」，擁有家族的道場。若島津本身是一名空手道高手，在「若堂流」持有黑帶段位（中學時代是三段，到了【GOLDEN23】中升為五段），擅長將空手道招式融入足球領域之上，並且創出很多具備個人風格的必殺技，因此被稱為「空手道門將」。早期曾受到父親反對其成為足球員，但若島津的足球熱誠令父親亦不得不承認他的決心，並認同若島津是一名真正的足球員（日本隊前鋒 之一新田瞬，後來亦投在若堂流空手道場中修練，並視健威為武術前輩）。
在中學全國大賽中，若島津作為東邦學園的門將，曾接下南葛隊大空翼的「衝力射球」，印證了他作為守門員的非凡實力。到了作為全國代表出戰國際賽時，若島津一直都跟若林爭取正選守門員的資格。可惜論守衛能力，若島津確實不如若林且受到手傷影響，因此未能以首席正選門將的資格為日本少年隊出戰與德國的冠軍戰。
到了【世青篇】中，若島津加入了橫濱飛翼，為了要跟若林爭一日之長短，他找到了自己的出路，就是要成為「與若林走不同路線的守門員」。結果這一個決定成功令若島津建立了自己的個性，成為隊伍中一名具備獨特風格的「攻擊型門將」。不久，若林在國際賽上受傷，在日向游說之下，若島津回歸日本隊成為正選，並幫助隊伍突破亞洲預備戰。若林曾對他做出「防守能力與我不相伯仲，然而攻擊力卻猶在我之上」的評價。可是後來在對烏拉圭的賽事上連番失球，一度飽受挫折。
目前若島津隸屬日本本土球隊名古屋八鯨。

## Golden 23
在《足球小將Golden 23》中一場日本對丹麥的青年交流賽事裡，配合吉良領隊以「潛能」為大前提的安排之下，若島津首次作為前鋒於足球場上登場，令全場嘩然。在該場賽事，若島津成功轉型為柱躉式前鋒，並在隊伍中多次展現其攻擊才能。身型高大並且擁有優秀彈跳力的他，在接應高空球上，竟然連面對來自北歐丹麥隊的巨人時亦能佔優，並且在奈及利亞的友誼賽中以倒掛金鉤射入轉任前鋒後的一球。
既具備守門員的守備能力，而又有親身擔任前鋒征戰的戰績，就如他在足球與空手道兩方面都有著非凡的發展一樣，攻守兼備的若島津，成為一名「二刀流」球員。

## 必殺技

### 守門員立場
- 三角跳躍防守
- 牙龍三角飛翔
- 手刀防守
- 直拳防守
- 空手道蹴技
- 必死手刀防守

### 前鋒立場
- 若堂流圓滑水面踢
- 若堂流上弦跳踢
- 若堂流背面空中縱回轉踢
- 若堂流變幻次元踢